# 莫兰日站
莫兰日站是法国的一个铁路乘降所，位于法国东部39省境内的莫兰日。

## 位置
莫兰日站位于莫兰日市区的中部偏北，昂德洛－拉克吕兹铁路84.529公里处，距离Saint-Claude大约11公里。车站大致呈东西走向，原有的铁路站房位于铁路线南侧，现已废弃。

## 设施
莫兰日站是一个无人看守的乘降所，没有任何售票设施，在该站上车的乘客需主动购票或使用通勤卡。
莫兰日站是一个单线单台车站，没有避让线。
此外，因莫兰日站所在的Andelot-en-Montagne - La Cluse线路设施老化，且旅客数量稀少，效益不高，维修费用过于昂贵，因此该线路Saint-Claude和Oyonnax之间的路段计划于2017年12月10日正式停运，莫兰日站也将同时关闭。

## 停靠线路
以下列车线路在莫兰日站停靠：
| 莫兰日站列车线路表        |      |           |         |                 |
| 线路                      | 车种 | 上一站    | 下一站  | 大致运行频率    |
| St-Claude→Lyon-Perrache   | TER  | St-Claude | Oyonnax | 每天1班（单向） |
| St-Claude—Bourg-en-Bresse | TER  | St-Claude | Oyonnax | 每天2趟左右     |
| 1. 2.                     |      |           |         |                 |

## 配套交通

### 长途客车
| 停靠莫兰日站的大巴车                   |              | |
| 上下车地点                             | 运营单位     | 主要线路及目的地                                                                                              |
| 莫兰日站西侧100米 里昂路和浣洗路交汇处 | SNCF Car TER | - 31线：布雷斯地区布尔格、瓦永纳、圣克洛德 - 当铁路线施工或罢工时，SNCF可能也会提供途径该线路沿途站点的大巴车 |
| 1. 2.                                  |              | |

### 市内交通
莫兰日站附近暂无城市公共交通线路经过。

### 社会车辆
莫兰日站门口可停放少量社会车辆。

## 临近车站
| 莫兰日站（Gare de Molinges）   |                                |               |
| 上行车站                       | 线路                           | 下行车站      |
| Saint-Claude 11km←             | Andelot-en-Montagne - La Cluse | →Oyonnax 19km |
| - 本表仅显示运营中的线路及车站 |                                |               |